# 루비레코드
루비레코드(Ruby Records)는 대한민국의 음반사이다.
루비레코드는 2008년에 공연장/음악 레이블로 시작하여 음반/콘서트/페스티벌 제작, 인천여관X루비살롱, 루비튜브스튜디오, 땡큐살롱제주 공간 운영 등 음악을 중심으로 다양한 활동을 하고 있는 제작사이다.
2024년 현재, 약 1,500여 타이틀의 음원과 음반을 제작/발매하고 있으며, 아티스트 매니지먼트와 함께 공연/페스티벌/영상 등 제작 콘텐츠의 프로모션 채널들을 운영하고 있다.

## 활동

### 레이블픽(Lable Pick!)
매년 반짝이는 신예를 찾아 레이블픽 뮤지션 추천과 신청을 받고 있다. 2015년부터 진행된 '레이블픽' 프로젝트는 모트, 랜드오브피스, 레인보우노트, 우예린 등이 전속계약하며 함께 성장하고 있다.

### 페스티벌 기획/제작/운영
웃음과 사랑이 넘치는 주말을 테마로 한 ‘스마일러브위크엔드(Smile, Love, Weekend!)’, 음악여행을 테마로 한 ‘사운드바운드(SOUND BOUND)’, ‘원아일랜드뮤직피크닉(One island music picnic), 팟캐스트 ‘탁피디의 여행수다’와 함께하는 방랑음악회, 연말 카운트다운 뮤직페스티벌인 ‘단란한 쫑파티’를 제작하고 있으며, 락페스티벌의 역사인 ‘펜타포트락페스티벌’에 2011-2018년 제작/협력사로 다양한 페스티벌을 제작/운영해 오고 있다.

### 레코드 페어
루비레코드는 인천레코드플랫폼 / 서울레코드페어 / 가평음악역1939뮤직투어 / 은평음악시장M 제작/협력사로, 레이블 쇼케이스와 아티스트들의 음반 및 MD제품을 만나볼 수 있는 레이블마켓, 셀러들이 함께 하는 LP 레코드마켓이 매년 열린다.

### 인천여관x루비살롱
1960년대 인천에 만들어져 선원들이 이용하던 인천여관을 재생 건축하여, 2008-2011년 운영되었던 루비살롱을 새롭게 개장하여 지역 작가들과 음악 애호가들이 활동하는 문화공간 전시/음악공간과 Pub으로 운영 중에 있다. 매주 새로운 인디 뮤지션의 라이브와 오픈마이크 등이 진행되고 있다.

## 소속 아티스트
- 우예린(Woo Ye rin)
- 이장혁(Lee Janghyuk)

### 2023 Label Pick
- 몽림
- 올드 잉글리쉬 쉽독
- NYORK
- 체리쉬 (충남음악창작소 협력사업)

### 2022 Label Pick
- 몽돌 (충남음악창작소 협력사업)
- 허지

### 2021 Label Pick
- 사우스카니발
- 우예린

### 2020 Label Pick
- The Funcity
- 양홍원

### 2019 Label Pick
- 호아
- 레인보우 노트
- 제이화

### 2018 Label Pick
- 박한얼
- 더썸바디페인
- 고갱

### 2017 Label Pick
- 오가닉사이언스
- 감성주의
- 이예린
- Bree

### 2016 Label Pick
- 오곤
- 주혜
- 쏠라티
- 제이미스톤즈
- 에이퍼즈

### 이전 소속 아티스트
- 갤럭시 익스프레스
- 게이트플라워즈
- 문샤이너스
- 검정치마
- 국카스텐
- 니케아
- 더 핀
- 망각화
- 더 하이라이츠
- 조덕환
- 타바코쥬스
- 텔레파시
- 포니
- 피네
- 휴키이쓰
- 권우유와 위대한 항해
- 허클베리 핀
- 머쉬룸즈
- 몽키즈
- 블랙백
- 윈디 시티
- 블랙백
- 넘버원코리안
- 피터팬 컴플렉스
- 위아더나잇
- 오리엔탈쇼커스
- 레인보우 노트
- 랜드오브피스